# Stazione di Besozzo
Stazione di Besozzo vasútállomás Olaszországban, Lombardia régióban, Besozzo településen.

## Vasútvonalak
Az állomást az alábbi vasútvonalak érintik:
- Luino–Milánó-vasútvonal

## Kapcsolódó állomások
A vasútállomáshoz az alábbi állomások vannak a legközelebb:
- Stazione di Travedona-Biandronno (Stazione di Gallarate, S30)
- Stazione di Sangiano (Cadenazzo vasútállomás, S30)